# Jefferson (Carolina do Norte)
Jefferson é uma cidade  localizada no estado norte-americano de Carolina do Norte, no Condado de Ashe.

## Demografia
Segundo o censo norte-americano de 2000, a sua população era de 1422 habitantes.
Em 2006, foi estimada uma população de 1370, um decréscimo de 52 (-3.7%).

## Geografia
De acordo com o United States Census Bureau tem uma área de
5,0 km², dos quais 5,0 km² cobertos por terra e 0,0 km² cobertos por água. Jefferson localiza-se a aproximadamente 890 m acima do nível do mar.

## Localidades na vizinhança
O diagrama seguinte representa as localidades num raio de 32 km ao redor de Jefferson.